# Feng Kuo-čang
Feng Kuo-čang (čínsky: 冯国璋; pchin-jinem: Féng Guózhāng; 7. ledna 1859 – 12. prosince 1919 Peking) byl čínský generál a politik. Byl viceprezidentem Čínské republiky v letech 1916 až 1917 a poté úřadujícím prezidentem v letech 1917 až 1918. Byl zakladatelem jedné z nejmocnějších armádních klik, která soupeřila o moc v éře warlordů, kliky Č'-li.

## Život
Feng složil úřednickou zkoušku prvního stupně a absolvoval vojenskou školu v Tchien-ťinu. Sloužil v severovýchodní Číně během první čínsko-japonské války a poté se roku 1895 stal čínským vojenským atašé v Japonsku. Jeho zprávy o japonských vojenských reformách, zejména o výcviku, byly předány Jüan Š'-kchajovi, který je považoval za užitečné, a učinil z Fenga člena své nově vytvořené armády, která se později stala známou jako Pej-jangská armáda. V letech 1899 až 1901 se podílel na potlačení boxerského povstání. Poté stoupal v hodnostech během konce dynastie Čching, sloužil jako velitel divize, ředitel vojenské školy pro mandžuské prince a šlechtice a jako superintendant Rady generálního štábu.
Vedl vojska císařské armády proti povstání ve Wu-chanu během sinchajské revoluce v roce 1911 a pod jeho velením dobyla zpět města Chan-kchou a Chan-jang. V té době začal Jüan Š'-kchaj, předseda vlády, vyjednávat s revolucionáři a později zařídil abdikaci čchingského císaře. V rané Čínské republice byl Feng guvernérem Č'-li v letech 1912 až 1913 a poté guvernérem Ťiang-su v letech 1913 až 1917.
Feng se rozešel s Jüan Š'-kchajem, když ten se rozhodl stát císařem, a to přestože mu nabídl titul vévody. Jüan pak poslal jednoho z admirálů, aby Fenga zavraždil, ale zavražděn byl nakonec sám admirál. Feng se poté přestěhoval do Nankingu a zapojil se do války proti Jüanovi. Feng poté působil jako viceprezident Li Jüan-chunga. Během okupace Pekingu Čang Sünem působil Feng jako zastupující prezident a tuto pozici si udržel i poté, co Li formálně rezignoval.
Dne 1. srpna 1917 složil prezidentskou přísahu, ale ústavnost tohoto kroku byla zpochybněna, protože nebylo svoláno Národní shromáždění, aby přísahu odsouhlasilo. V některých zdrojích tak Feng je uváděn jako regulérní prezident, v některých jen jako zastupující.
14. srpna 1917 vstoupila Čína do první světové války na straně Dohody poté, co byly odhaleny důkazy o podpoře Čangova převratu ze strany Německé říše. Feng poslal asi 135 000 mužů na západní frontu, do Mezopotámie a do Německé východní Afriky. Jednotky byly vyslány i do Ruska, aby pomohly spojenecké intervenci v ruské občanské válce.
Sunjatsen ustavil v září 1917 v Kantonu konkurenční vládu a později téhož měsíce vyhlásil válku pekingské vládě. Feng chtěl tento konflikt mezi severem a jihem vyřešit mírovou cestou, což vedlo k Tuanově protestní rezignaci na post premiéra. Kvůli tlaku ze strany anchuejské kliky musel Feng Tuana do premiérského křesla vrátit. Zemřel ve funkci, na následky nemoci. Byl mu vypraven státní pohřeb a byl pohřben ve svém rodném okrese Che-ťien. O půl století později byla jeho hrobka znesvěcena během kulturní revoluce.